# 泰爾希夫
49°24′54″N 22°59′8″E / 49.41500°N 22.98556°E
捷爾什夫（烏克蘭語：Тершів），是烏克蘭西部的村莊，隸屬利維夫州的桑比爾區。該村始建於1422年，面積1.16平方公里，海拔高度386米，人口900。